# L'amour mène la danse
Pour plus de détails, voir Fiche technique et Distribution.
L'amour mène la danse (Happy Go Lovely) est un film britannique réalisé par H. Bruce Humberstone, sorti en 1951.

## Synopsis
Un producteur américain cherche à exploiter la liaison supposée d'une des danseuses avec un millionnaire pour monter son spectacle.

## Fiche technique
- Titre original : Happy Go Lovely
- Titre français : L'amour mène la danse
- Réalisation : H. Bruce Humberstone
- Scénario : Val Guest
- Direction artistique : John Howell, Robert Jones
- Décors : Olga Lehmann (en)
- Costumes : Anna Duse
- Photographie : Erwin Hillier
- Son : Harold V. King
- Montage : Bert Bates
- Musique : Mischa Spoliansky
- Direction musicale : Louis Levy
- Chorégraphie : Pauline Grant
- Production : Marcel Hellman (en)
- Société de production : Excelsior Film Productions
- Société de distribution :  Associated British Picture Corporation ; Associated British-Pathé
- Pays de production :  Royaume-Uni
- Langue originale : anglais
- Format : couleur (Technicolor) — 35 mm — 1,37:1 — son Mono (RCA Sound System)
- Genre : Film musical et comédie romantique
- Durée : 97 minutes
- Dates de sortie : 
  - Royaume-Uni  : 6 mars 1951
  - États-Unis  : 25 juillet 1951
  - France : 5 décembre 1951

## Distribution
- David Niven (VF : Yves Furet) : B.G. Bruno
- Vera-Ellen (VF : Claire Guibert) : Janet Jones
  - Eve Boswell : voix chantée de Janet Jones
- Cesar Romero (VF : Marc Valbert) : John Frost
- Bobby Howes (VF : René Hiéronimus) : Charlie
- Diane Hart : Mae (Mary en VF)
- Gordon Jackson : Paul Tracy
- Barbara Couper (VF : Lita Recio) : Madame Amanda
- Henry Hewitt (VF : Maurice Pierrat) : Dodds
- Gladys Henson (VF : Germaine Michel) : Mme Urquhart
- Hugh Dempster (VF : Georges Hubert) : Bates
- Sandra Dorne : Betty
- Joyce Carey : la secrétaire de Bruno
- John Laurie (VF : Camille Guérini) : Monsieur Jonskin
- Wylie Watson (VF : Raymond Rognoni) : le portier à l'entrée des artistes
- Joan Heal : Phyllis Gardiner
- Hector Ross : Harold
- Ambrosine Phillpotts : Lady Martin
- Molly Urquhart : l'assistante de Madame Amanda
- Archie Duncan : Inspecteur de police

## Chansons du film
- "MacIntosh's Wedding" : musique de Mischa Spoliansky, paroles de Barbara Gordon, interprétée par Joan Heal
- "One-Two-Three" : musique et paroles de Mischa Spoliansky, interprétée par Eve Boswell
- "London Town" : musique de Mischa Spoliansky
- "Would You - Could You?" : musique de Mischa Spoliansky, paroles de Jack Fishman, interprétée par Eve Boswell